# DAR Constitution Hall
DAR Constitution Hall è una sala da concerto situata a Washington, D.C. È stata costruita nel 1929 dalle Figlie della Rivoluzione Americana per ospitare la loro convention annuale in cui le delegazioni di appartenenza erano diventate troppo grandi per il Memorial Continental Hall. Più tardi i due edifici furono collegati da una terza struttura che ospita il museo DAR, gli uffici amministrativi, e la biblioteca genealogica. DAR Constitution Hall è ancora di proprietà e gestito dalla Società Nazionale delle Figlie della Rivoluzione Americana. È stato designato monumento storico nazionale nel 1985.

## Descrizione
La sala fu progettata dall'architetto John Russell Pope e si trova a 1.776 D Street NW, appena ad est del Dipartimento degli Interni, tra la Croce Rossa Americana e l'Organizzazione degli Stati americani, dall'altro lato dell'Ellipse, di fronte alla Casa Bianca. La sala può ospitare 3.702 persone, 2.208 nelle gradinate e 1.234 a livello dell'orchestra. Inoltre 52 palchi, contenenti cinque posti ciascuno, separano l'orchestra dalle gradinate, tra cui un palco del Presidente della Repubblica.
La Hall è una struttura in stile neoclassico, con la facciata in calcare dell'Alabama e ospita il più grande auditorium di Washington. Questo auditorium è insolito con la galleria a forma di U, necessaria per ospitate l'enorme quantità di sedie richiesta dal programma mantenendo pratiche distanze per la visione. L'auditorium detiene un organo Skinner a tre tastiere con 40 file di canne, Opus numero 757.

## Avvenimenti
La Hall è utilizzata per concerti, inizi scolastici, conferenze, meeting aziendali, eventi televisivi e altri spettacoli. La sala ha ospitato la prima del 1939 di Mr. Smith va a Washington ed è stata il luogo di registrazione per Eddie Murphy Delirious nel 1983; di Whitney Houston Classic Whitney concerti nel 1997; Martin Lawrence dal vivo: Runteldat nel 2002; di Chris Rock HBO album speciale e Never Scared nel 2004 e Robin Williams HBO special Weapons of Self Destruction nel 2009. Ha ospitato registrazioni dello spettacolo di giochi televisivi Jeopardy! nel 1997, 2004, 2012 e 2016 e la Ruota della Fortuna nel 2000 e nel 2004, 2005, 2007, e nel 2008 il convegno annuale del Fondo monetario internazionale e la Banca Mondiale.
Dal 1930 fino all'apertura del John F. Kennedy Center for the Performing Arts nel 1971, la Constitution Hall ha ospitato la National Symphony Orchestra e la sede principale della città da visitare per i solisti di musica classica e le orchestre. Anche alcuni dei primi concerti di musica tradizionale di campagna si sono svolti lì, organizzati da Connie B. Gay. La National Geographic Society ha presentato letture cinematografiche tutto esaurito nella sala per molti decenni, tre sere a settimana fino a circa il 1990, quando si sono trasferiti al teatro National Geographic vicino al 16 e M Street, NW. I concerti gratuiti della Air Force Band Sunday, dotati di famosi artisti ospiti, sono popolari, come è speciale lo spettacolo di gala di Natale della band.
Nel 1939, la DAR ha negato alla cantante afro-americana Marian Anderson l'opportunità di cantare presso la Sala obbligando la first lady Eleanor Roosevelt a dimettersi da socio in segno di protesta. L'organizzazione avrebbe poi invertito la sua politica di esclusione razziale e la Anderson si è esibita alla Constitution Hall nel 1943, durante la guerra, a beneficio della Croce Rossa Americana; nel 1964 scelse la sala come il primo luogo del suo tour d'addio ai concerti.
Ogni presidente degli Stati Uniti d'America da Calvin Coolidge ha frequentato almeno un evento al teatro.